# 小灰玉螺
小灰玉螺（学名：Natica gualteriana），是异足目玉螺科玉螺属的一种。主要分布于韩国、台湾，常栖息在潮间带到浅海的砂底。